# Szöktetés a pokolból
A Szöktetés a pokolból (eredeti cím: The Final Girls) 2015-ben bemutatott amerikai filmvígjáték, amelyet Todd Strauss-Schulson rendezett.
A forgatókönyvet Michael London és Janice Williams írta. A producerei M.A. Fortin és Joshua John Miller. A főszerepekben Taissa Farmiga, Malin Åkerman, Adam DeVine, Thomas Middleditch és Alia Shawkat láthatók. A film zeneszerzője Gregory James Jenkins. A film gyártója a Groundswell Productions, a Studio Solutions és az Ulterior Productions, forgalmazója a Vertical Entertainment.
Az Amerikai Egyesült Államokban 2015. október 9-én mutatták be a mozikban.

## Szereplők
| Szereplő           | Színész            | Magyar hang            |
| ------------------ | ------------------ | ---------------------- |
| Max Cartwright     | Taissa Farmiga     | Csifó Dorina           |
| Amanda Cartwright  | Malin Åkerman      | Orosz Anna             |
| Vicki              | Nina Dobrev        | Berkes Boglárka        |
| Gertie             | Alia Shawkat       | Köves Dóra             |
| Duncan             | Thomas Middleditch | Hamvas Dániel          |
| Kurt               | Adam DeVine        | Elek Ferenc            |
| Tina               | Angela Trimbur     | Kis-Kovács Luca        |
| Paula              | Chloe Bridges      | Nemes Takách Kata      |
| Blake              | Tory N. Thompson   | Szvetlov Balázs        |
| Mimi               | Lauren Gros        | Lipcsey Colini Borbála |
| Billy Murphy       | Daniel Norris      | Joó Gábor              |
| Előzetes narrátora | TBA                | Bozai József           |